# Wojciech Sass
Wojciech Sass (ur. 18 maja 1972 w Rydułtowach) – polski przedsiębiorca, menadżer, ekspert finansowy, prezes zarządu estońskiego banku Luminor.

## Życiorys
Jest absolwentem wydziału zarządzania produkcją krakowskiej Akademii Górniczo-Hutniczej (1995). Ukończył z wyróżnieniem studia MBA na London Business School (2001).
W latach 1995–1997 pracował w pionie usług finansowych Accenture przy tworzeniu systemów informatycznych dla banków.
Między 1997 a 2011 był zatrudniony w Boston Consulting Group (BCG), gdzie realizował projekty dla banków i towarzystw ubezpieczeniowych w Niemczech, Australii i w Polsce. W 2007 został partnerem oraz dyrektorem zarządzającym, a w latach 2009–2011 dyrektorem generalnym BCG w Polsce.
W latach 2011–2015 był wiceprezesem zarządu BGŻ BNP Paribas Bank Polska, gdzie był odpowiedzialny za obszar bankowości detalicznej i biznesowej.
W latach 2015–2018 pełnił funkcję prezesa zarządu Nationale-Nederlanden w Polsce.
W 2018, wspólnie z Wojciechem Sobierajem i grupą innych menedżerów, współzałożył Aion Bank oraz firmę Vodeno, oferującą usługi banking as a service w całej Europie. Z ramienia komitetu wykonawczego odpowiadał za działalność detaliczną Aion Banku w Belgii, Polsce i Niemczech. W latach 2021–2023 prezes zarządu Aion Bank oraz Vodeno. Od 2024 prezes zarządu estońskiego banku Luminor.